# Sajóréde
Sajóréde (1899-ig Rédova, szlovákul: Rejdová, németül: Neuhaus) község Szlovákiában, a Kassai kerület Rozsnyói járásában.

## Fekvése
Rozsnyótól 30 km-re északnyugatra, a határában eredő Sajó partján található.

## Története
A 16. század első felében, a vlach jog alapján keletkezett. 1551-ben „Redowa” alakban említik először. A csetneki Bebek család birtoka, majd a 17. századtól a krasznahorkai uradalomhoz tartozott. 1552-ben „Romokwagasa”, 1556-ban „Reydowa”, 1566-ban „Redoua Romokvaghas”, 1570-ben „Redowa”, 1686-ban „Resdowa” néven szerepel a korabeli forrásokban. Az egyik legnagyobb oláh településsé nőtte ki magát. 1672-ben felégette és adófizetésre kötelezte a török. 1709 és 1711 között a pestisjárvány 530 áldozatot követelt. 1773-ban 108 jobbágy és 10 zsellér élt a településen.
A 18. század végén Vályi András így ír róla: „REDOVA. Gömör Vármegyében, földes Urai több Uraságok, fekszik Dobsina-Redovai Hutához közel, melynek filiája; földgye sovány, legelője elég, és fája is van, piatza közel, a’ Hutában keresetre módgyok van.”

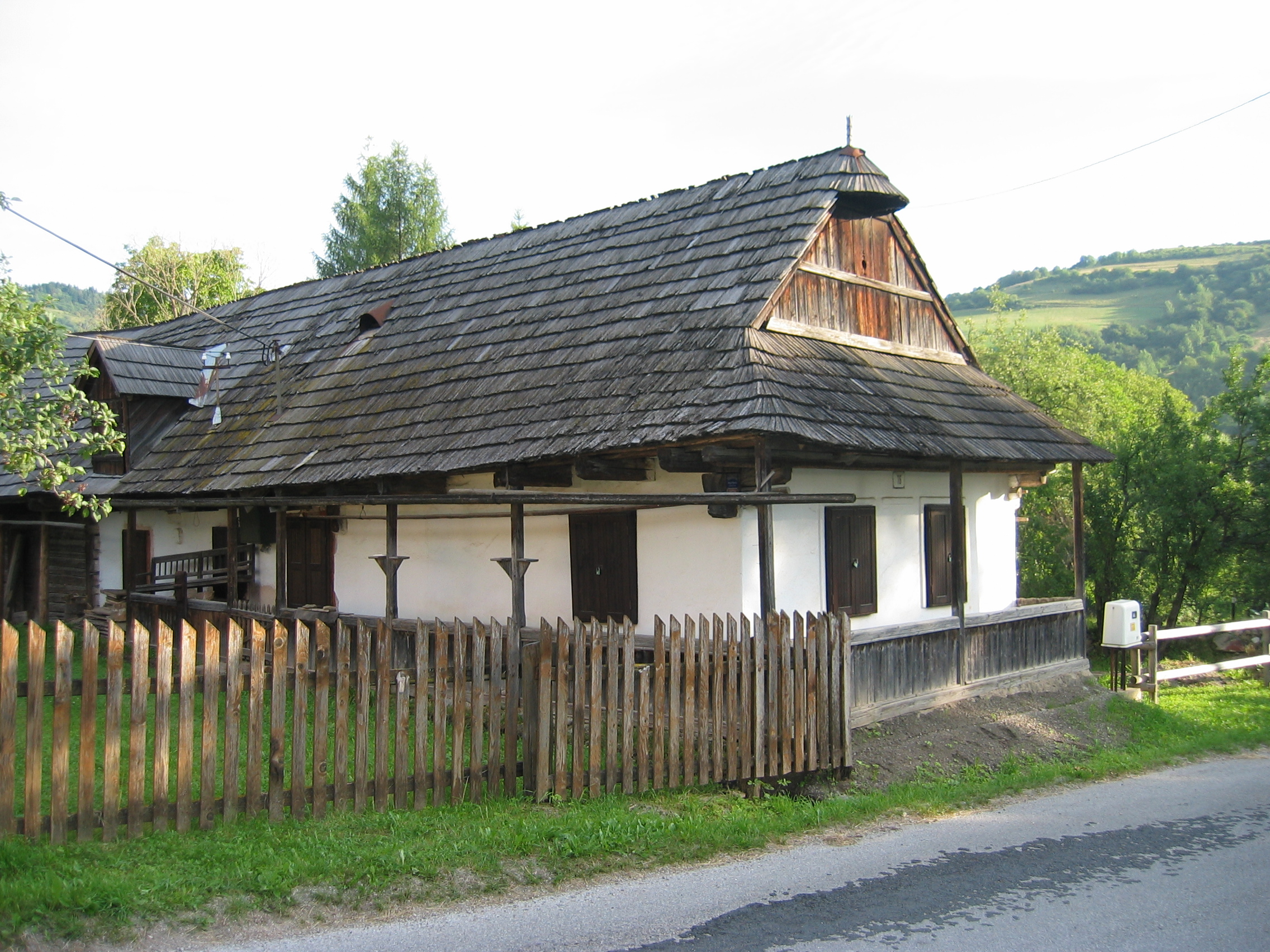
Népi lakóház

1828-ban 1029 lakosa volt. Lakói szövéssel, állattartással, faárukészítéssel és erdei munkával foglalkoztak. A 18. században négy fűrésztelep is működött a településen.
A 19. század közepén Fényes Elek leírásában: „Redowa (Neuhaus), tót f., Gömör vmegyében, Dopsehinához egy órányira: 35 kath., 1396 evang. lak. Evang. anyaszentegyház. Földe hegyes, hideg, köves; legelője, rétje a hegyeken sok; erdeje elpusztult. F. u. a csetneki uradalom. Ut. p. Rosnyó.”
Borovszky Samu monográfiasorozatának Gömör-Kishont vármegyét tárgyaló része szerint: „Redova, sajómenti tót kisközség, körjegyzőségi székhely, 186 házzal és 1242 ág. ev. h. vallású lakossal. E község hajdan a csetneki uradalomhoz tartozott és ennek többi birtokaival együtt az Andrássy család kezébe került. Most gr. Andrássy Dénesnek és gr. Andrássy Gézának van itt nagyobb birtoka. Ezelőtt Neuhaus német néven is ismeretes volt és 1707-ben Bercsényi Zsigmondot is a földesurai között találjuk, a mult század elején pedig a Nemessányiakat, a Rokfalussyakat, a Kirinyieket és a Pogány családot uralta. Ág. h. ev. temploma 1794-ben épült. A község postája Felsősajó, távírója és vasúti állomása Dobsina.”
1920-ig Gömör-Kishont vármegye Rozsnyói járásához tartozott.

## Népessége
| Év:            | 1994. | 2004.    | 2014.   | 2024.   |
| -------------- | ----- | -------- | ------- | ------- |
| Emberek száma: | 647   | 719      | 776     | 721     |
| Eltérés:       |       | +11,12 % | +7,92 % | -7,08 % |

| Év:            | 2023. | 2024.   |
| -------------- | ----- | ------- |
| Emberek száma: | 723   | 721     |
| Eltérés:       |       | -0,27 % |

1910-ben 1360, túlnyomórészt szlovák anyanyelvű lakosa volt.
2001-ben 738 lakosából 671 szlovák és 52 cigány volt.
2011-ben 766 lakosából 586 szlovák és 126 cigány volt.

## Híres személyek
- Itt született 1836-ban Klekner Alajos jogász, jogakadémiai igazgató, műfordító.
- Itt született Terray Károly igazgató, tanár, filozófus édesapja.

## Nevezetességei
- Evangélikus temploma reneszánsz eredetű, 1682-ben bővítették, tornya 1794-ben épült. Berendezése 18. századi.
- A falu népviseletéről, népi hagyományairól és népi építészetéről is nevezetes.
- A község a Gömöri Folklórfesztivál színhelye, melyen Gömörből, Szlovákiából és külföldről érkezett népi együttesek lépnek fel.